# Верано
Верано (итал. Verano) — коммуна в Италии, располагается в регионе Трентино — Альто-Адидже, в провинции Больцано.
Население составляет 891 человек (2008 г.), плотность населения составляет 40 чел./км². Занимает площадь 22 км². Почтовый индекс — 39010. Телефонный код — 0473.
Покровителем коммуны почитается святой Николай Мирликийский, празднование 6 декабря.

## Демография
Динамика населения:

## Администрация коммуны
- Официальный сайт: http://www.comune.verano.bz.it/ Архивная копия от 18 сентября 2008 на Wayback Machine